# Tiến Hưng
Tiến Hưng là một xã thuộc thành phố Đồng Xoài, tỉnh Bình Phước, Việt Nam.
Xã Tiến Hưng có diện tích 52 km², dân số năm 1999 là 7.065 người, mật độ dân số đạt 136 người/km².